# ورزشگاه المپیک استکهلم
ورزشگاه المپیک استکهلم (سوئدی: Stockholms Olympiastadion) یک ورزشگاه چند منظوره در شهر استکهلم، سوئد است.
این ورزشگاه که در سال ۱۹۱۲ تأسیس شده دارای ۱۴۵۰۰ نفر ظرفیت می‌باشد و میزبان بازی‌های المپیک تابستانی ۱۹۱۲ و بازی‌های المپیک تابستانی ۱۹۵۶ بوده است.

## نگارخانه

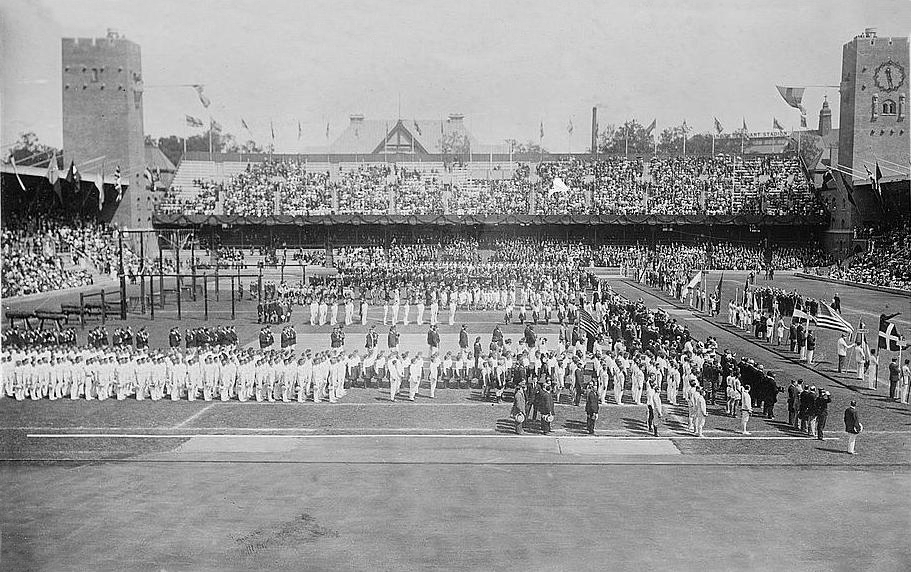
افتتاحیه بازی‌های المپیک تابستانی ۱۹۱۲
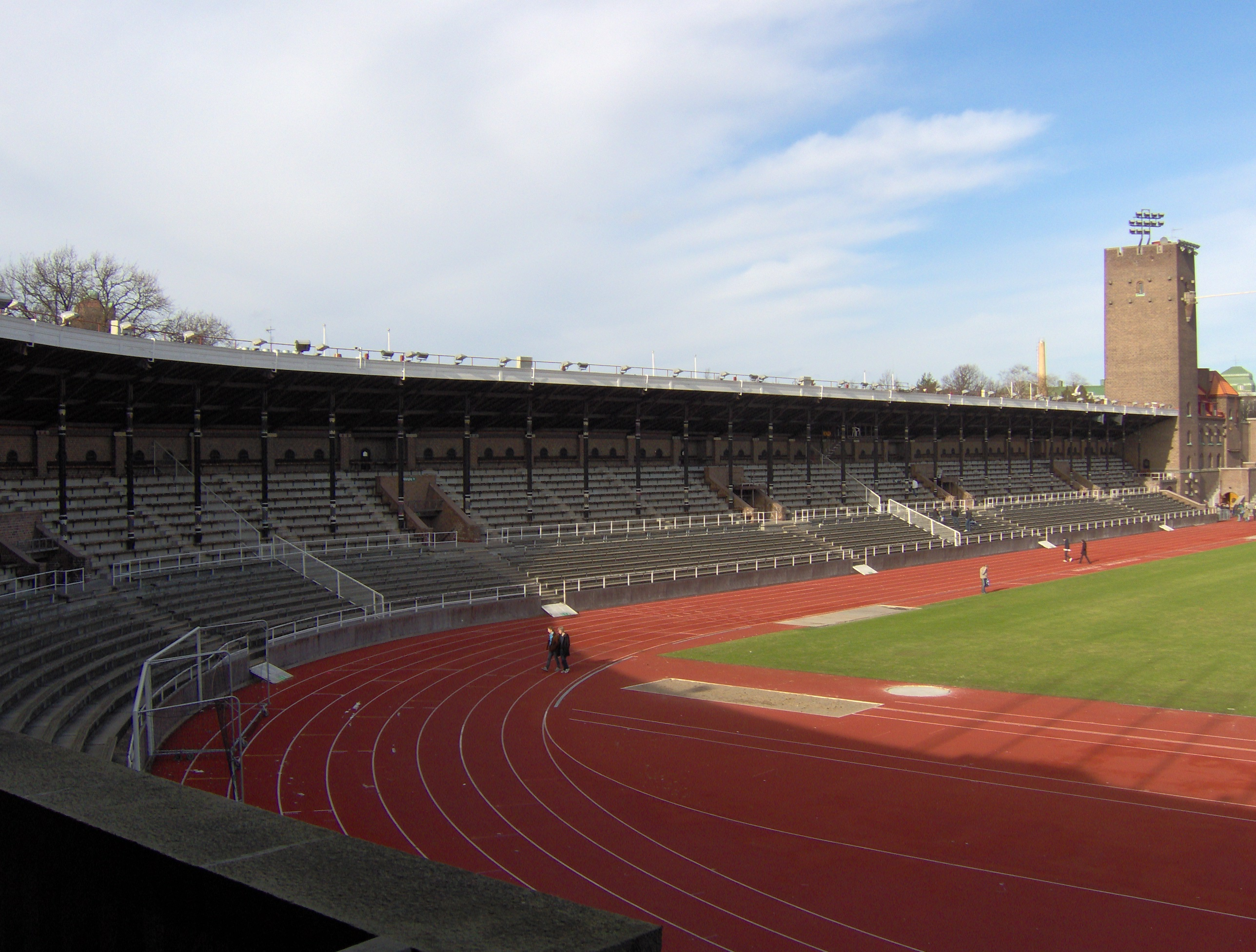
Northern view of the stadium (west)
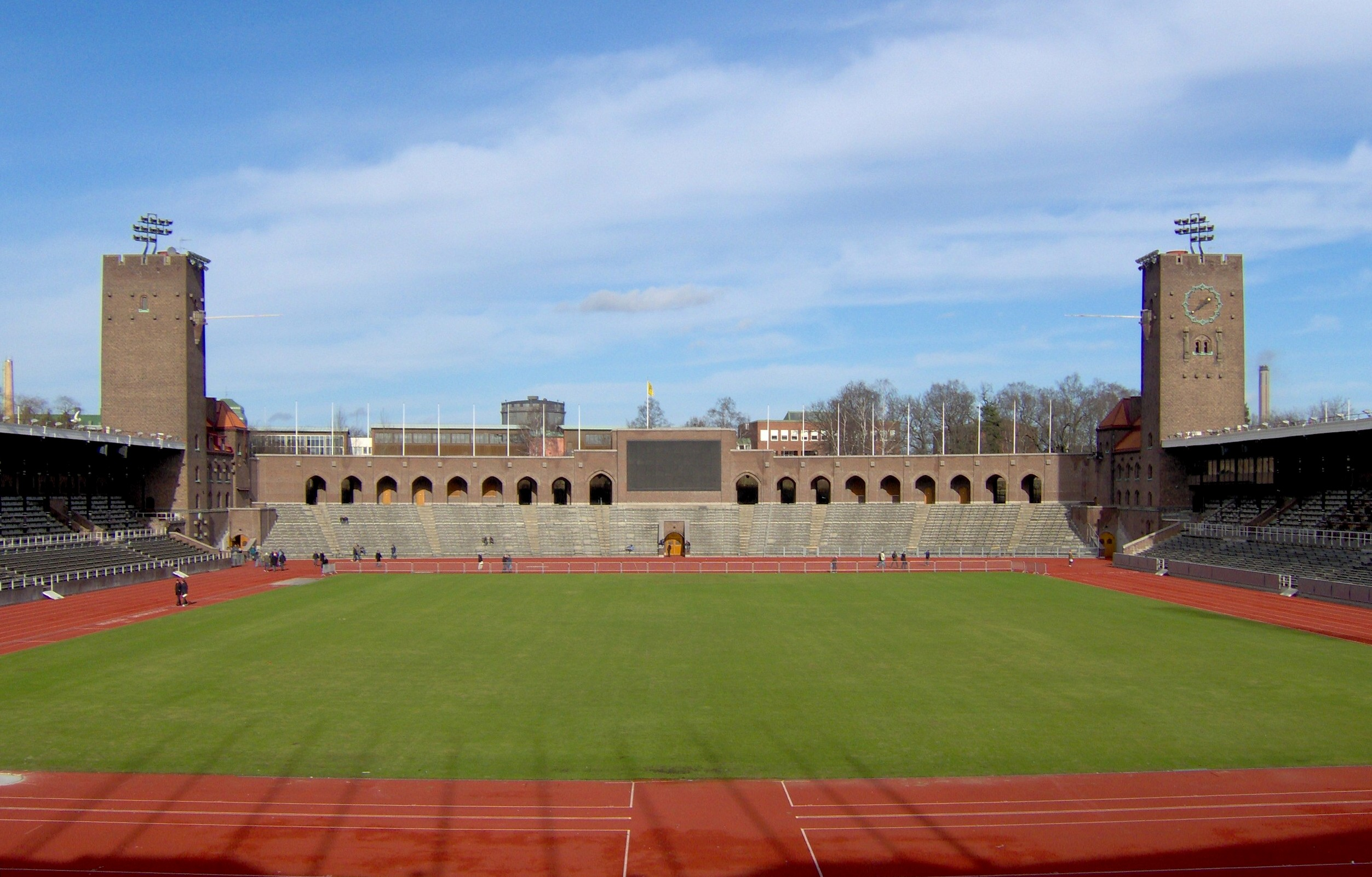
Northern view of the stadium (central)
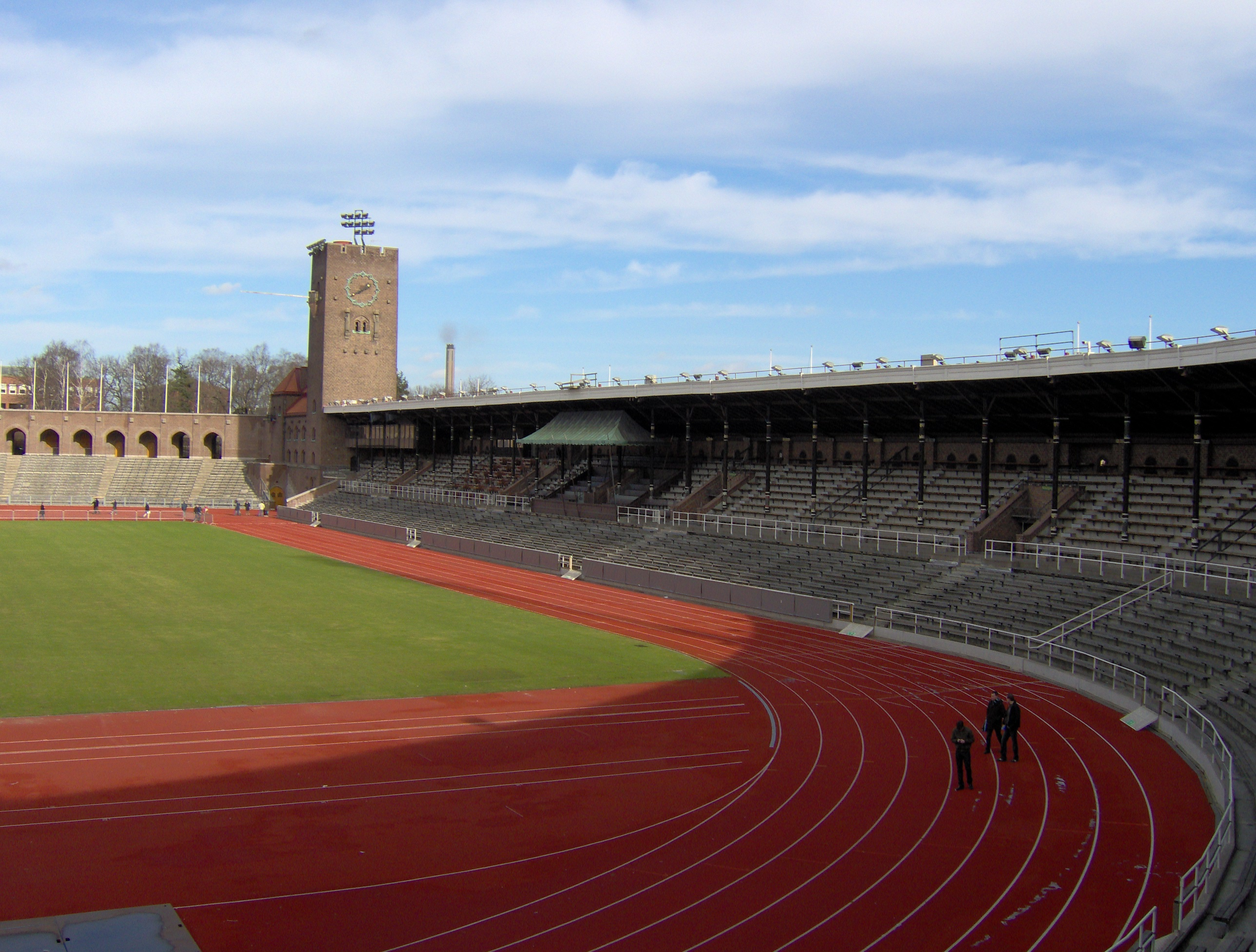
Northern view of the stadium (east)